# Montceaux-l’Étoile
Montceaux-l’Étoile ist eine französische Gemeinde mit 297 Einwohnern (Stand 1. Januar 2022) im Département Saône-et-Loire in der Region Bourgogne-Franche-Comté.

## Lage
Montceaux-l’Étoile liegt etwa 300 Meter westlich des Flusses Arconce in einer Höhe von etwa 270 Metern ü. d. M. in der alten Kulturlandschaft des Brionnais. Der Ort befindet sich etwa 16 Kilometer (Fahrtstrecke) südwestlich von Paray-le-Monial bzw. etwa 40 Kilometer nördlich von Roanne. Die sehenswerten Orte Anzy-le-Duc, Semur-en-Brionnais, Marcigny und Iguerande liegen allesamt im Umkreis von etwa 15 Kilometern; Charlieu liegt etwa 31 Kilometer südöstlich.

## Bevölkerungsentwicklung
| Jahr      | 1962 | 1968 | 1975 | 1982 | 1990 | 1999 | 2006 |
| Einwohner | 310  | 311  | 310  | 301  | 264  | 255  | 256  |

Im 19. Jahrhundert hatte der Ort zeitweise über 600 Einwohner. Die Reblauskrise und die Mechanisierung der Landwirtschaft sorgten seitdem für einen deutlichen Bevölkerungsrückgang.

## Wirtschaft
Die hügelige Umgebung von Montceaux-l’Étoile war stets landwirtschaftlich geprägt, wobei bis ins 19. Jahrhundert hinein auch Weinbau betrieben wurde. Inzwischen spielt die Zucht von Charolais-Rindern eine große Rolle. Der Ort selbst blieb bis ins frühe 20. Jahrhundert hinein das Handwerks-, Handels- und Dienstleistungszentrum für die Weiler und Einzelgehöfte der Umgebung.

## Geschichte
Im Jahre 1164 unterstellte Papst Alexander II. die Kirche (Ecclesiam de Moncellis) und damit den gesamten Ort der Grundherrschaft der Abtei von Saint-Martin d’Autun. Im Jahr 1248 übergab Ludwig IX. den Ort – zusammen mit Ligny-en-Brionnais – zum Dank für die Unterstützung beim 6. Kreuzzug an seinen Gefährten Damas de Vichy. Der Ort blieb bis zur Französischen Revolution in der Hand der weitläufigen Familie.

## Sehenswürdigkeiten

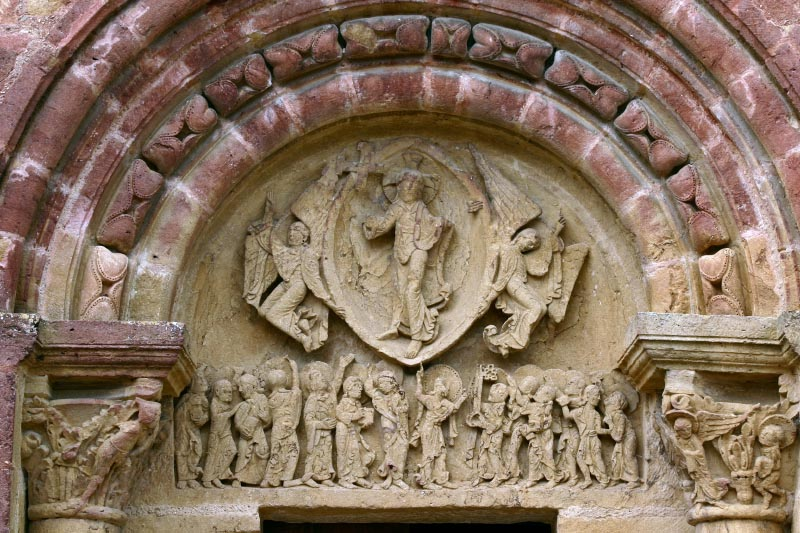
Tympanon und Architrav des Kirchenportals

### Kirche Saint-Pierre et Saint-Paul
- Die Pfarrkirche Saint-Pierre et Saint-Paul ist bereits seit 1893 als Monument historique anerkannt.[1]

### Sonstige
- Von der mittelalterlichen Burg des Ortes steht nur noch der Tour Cagliostro genannte Turm.
- Der in sumpfigem Gelände gelegene Naturpark von Montceaux-l’Étoile liegt im Nordwesten des Ortes und beherbergt seltene Pflanzen (z. B. Wasserfeder, Wiesen-Alant und andere Helophyten) und Tiere (z. B. Bienenfresser, Pirole, Schilfrohrsänger, Wasserrallen, Wiedehopfe, Biber und anderes Wild).